# Бараново (Нерехтский район)
Бараново — деревня в Нерехтском районе Костромской области. Входит в состав Волжского сельского поселения.

## География
Находится в юго-западной части Костромской области на расстоянии приблизительно 17 км на восток по прямой от районного центра города Нерехта.

## История
Известна с 1897 года, в 1907 году отмечено было 12 дворов.

## Население
Постоянное население составляло 95 человек (1897 год), 89 (1907), 20 в 2002 году (русские 100 %), 12 в 2022.